# ザクセン＝アルテンブルク公国

ザクセン＝アルテンブルク公国
Herzogtum Sachsen-Altenburg

ドイツ帝国内におけるザクセン＝アルテンブルク公国

ザクセン＝アルテンブルク公国（ドイツ語: Sachsen-Altenburg）は、ドイツ中部のテューリンゲン地方に存在した領邦国家。
17世紀に神聖ローマ帝国の領邦として存在したが、ザクセン＝ゴータ＝アルテンブルク公国に編入されて消滅。同公家が1825年に断絶すると領土の再編が行われて復活し、ドイツ帝国成立以後はその領邦となった。

## 地理

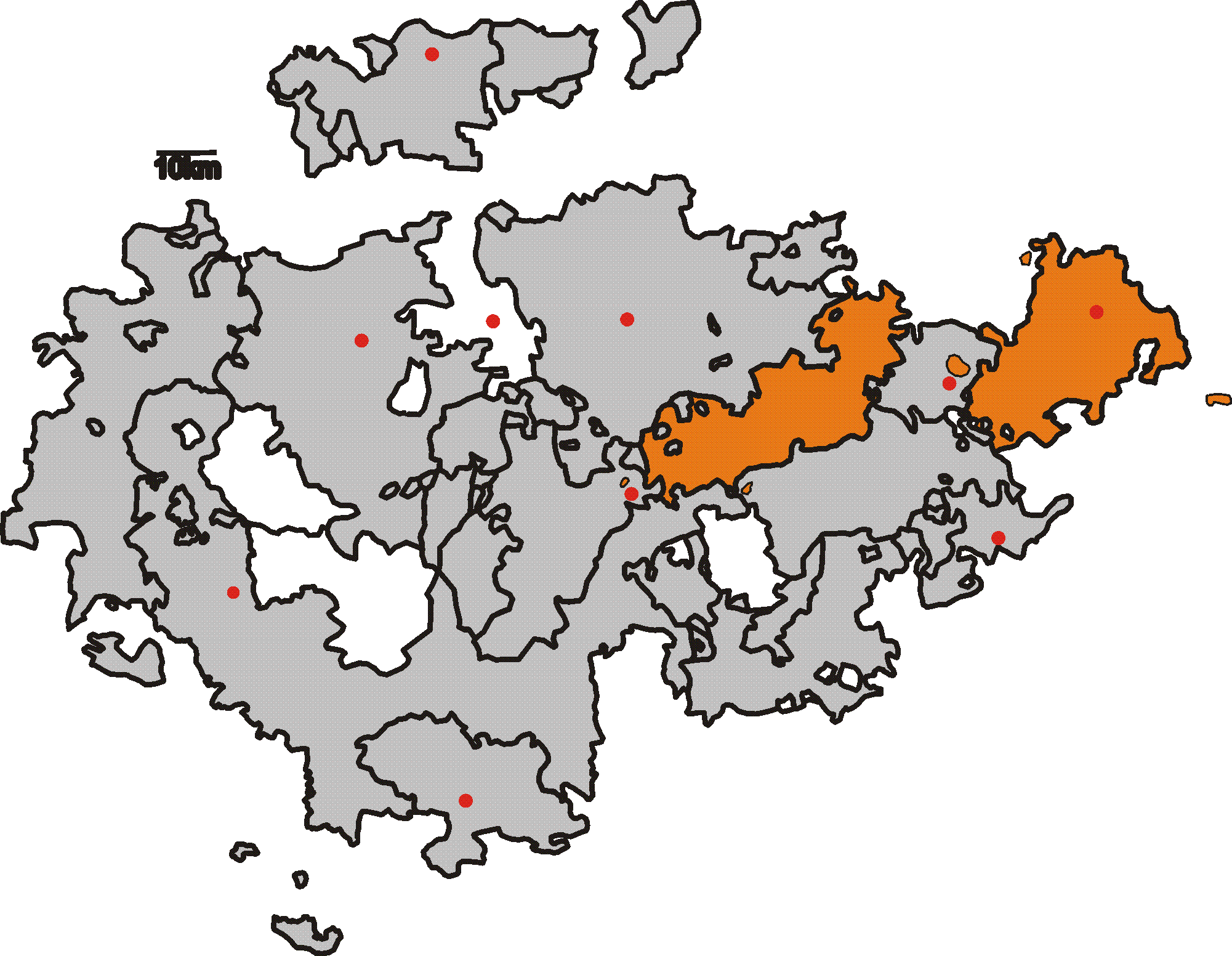
テューリンゲン諸国におけるザクセン＝アルテンブルク公国（1900年）

テューリンゲン地方の東部にあった領邦で、首都はプライセ川流域の都市アルテンブルク（現在はテューリンゲン州アルテンブルガー・ラント郡に属する）。ドイツ帝国のもとでテューリンゲン諸邦と総称された領邦群のうちのひとつである。
テューリンゲン地方は、歴史的経緯から各国が大小の飛地を有して入り組んでいた。ザクセン＝アルテンブルク公国もその例外ではなく、ドイツ帝国時代の領土は、ロイス＝ゲーラ侯国に属する土地（ゲーラ周辺）によって大きく2つに分けられていた。首都アルテンブルクは東側の領域にあった。西側の領域にはアイゼンベルク (de:Eisenberg (Thüringen)) （現在はザーレ＝ホルツラント郡に属する）などの都市が含まれ、ザクセン＝ヴァイマル＝アイゼナハ大公国に属する2つの領域を南北に隔てる形で位置していた。東にザクセン王国、北にプロイセン王国に隣接していた。

## 歴史
この公国は1602年から1672年までは神聖ローマ帝国の領邦であり、ヴェッティン家の支流であるエルネスティン家が統治していた。その後ザクセン＝アルテンブルクはザクセン＝ゴータ＝アルテンブルク公家のザクセン＝ゴータ＝アルテンブルク公国によって統治され、一時この公国は消滅した。
しかし、1825年にザクセン＝ゴータ＝アルテンブルク公家が断絶するとエルネスティン系諸公国の間で領土再編が行われ、1826年からはエルネスティン家の支流であるザクセン＝ヒルトブルクハウゼン公家のフリードリヒがザクセン＝アルテンブルク公となり、この公国は復活した。
そして、1918年11月13日にドイツ革命と第一次世界大戦でのドイツ敗北による影響でエルンスト2世が退位したことによってこの公国は滅亡した。
その後のザクセン＝アルテンブルク公国は、ザクセン＝アルテンブルク自由州を経て1920年にヴァイマル共和国のテューリンゲン州となった。

## 歴代君主
- ヨハン・フィリップ（1603年 – 1639年）
- フリードリヒ・ヴィルヘルム2世（1639年 – 1669年）
- フリードリヒ・ヴィルヘルム3世（1669年 – 1672年）

その後、1825年までザクセン＝ゴータ＝アルテンブルク公にその地位が継承される
- フリードリヒ（1826年 – 1834年）（ザクセン＝ヒルトブルクハウゼン公）
- ヨーゼフ（1834年 – 1848年）
- ゲオルク（1848年 – 1853年）
- エルンスト1世（1853年 – 1908年）
- エルンスト2世（1908年 – 1918年）